# Trouwerij (verhaal)
Trouwerij is een komisch horrorverhaal met religieuze achtergrond geschreven door de Amerikaan Richard Matheson in 1953. De Nederlandse vertaling verscheen in de serie Bruna FeH in 1976 in de bundel met de titel Nat stro en andere griezelverhalen. 

## Het verhaal
Frank en Fulvia O’Shea willen trouwen.De trouwdatum staat al een aantal maanden vast als Frank met een bezwaar komt. Het blijkt dat de trouwdag op een donderdag is gepland en dat wil Frank niet. De donderdag is volgens hem de dag dat de duivel met zijn moeder trouwde. Tegelijkertijd deelt hij maar meteen mee dat woensdag ook niet kan; hij zou veranderen in een hoorndrager. Fulvia blijft steeds maar toegeven aan steeds exorbitantere eisen van haar aanstaande man en zelfs op de dag van de bruiloft stelt hij nog aanvullende eisen. Fulvia geeft steeds toe, maar op het eind wordt het haar te gortig. Uiteindelijk trouwen ze toch. Als de bruidsnacht aanbreekt heeft Fulvia maar een eis: ze wil de drempel over getild worden. Frank wil eerst niet, hij vindt dat een raar bijgeloof, maar geeft schoorvoetend toe. Nog voor ze de drempel over zijn komt Frank te overlijden. De dokter houdt het op hartfalen, Fulvia weet het zo net nog niet.